# Bettys Diagnose

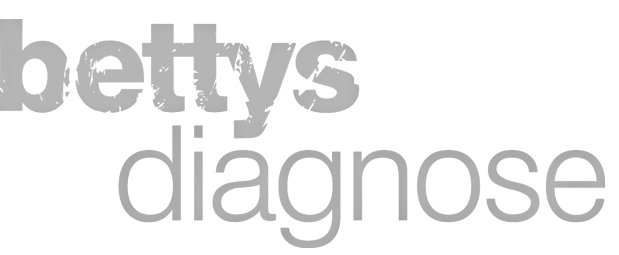

Bettys Diagnose è una serie televisiva tedesca di genere medico prodotta dal 2015 da Network Movie. Protagonista della serie è, dalla prima alla terza stagione, Bettina Lamprecht, dalla quarta alla nona stagione, Annina Hellenthal e, dalla decima stagione, Henrike Hahn; altri interpreti principali sono Theresa Undenberg, Maximilian Grill, Eric Klotzsch, Sybille J. Schedwill, Carolin Walter, Claudia Hiersche, Florian Fitz, Rona Özkan, Marie Zielcke e Max Alberti.
La serie, trasmessa dall'emittente televisiva ZDF, si compone di 10 stagioni, per un totale di 213 episodi trasmessi settimanalmente: il primo episodio, intitolato  Der Pilot, fu trasmesso in prima visione il 9 gennaio 2015.

## Trama
Bettina "Betty" Dewald è un'infermiera di una clinica di Aquisgrana sempre in competizione con il personale medico, diretto dal Dottor Behring. A darle man forte la sua amica e collega Lizzy Riedmüller.
Dopo l'uscita di scena di Betty Dewald, il suo posto è preso da un'altra Betty, che di cognome fa Weiss.

## Episodi
| Stagione         | Puntate | Prima TV Germania | Prima TV Italia |
| ---------------- | ------- | ----------------- | --------------- |
| Prima stagione   | 12      | 2015              | inedita         |
| Seconda stagione | 12      | 2016              | inedita         |
| Terza stagione   | 13      | 2017              | inedita         |
| Quarta stagione  | 26      | 2017              | inedita         |
| Quinta stagione  | 25      | 2019              | inedita         |
| Sesta stagione   | 25      | 2019              | inedita         |
| Settima stagione | 26      | 2020              | inedita         |
| Ottava stagione  | 24      | 2021              | inedita         |
| Nona stagione    | 29      | 2022              | inedita         |
| Decima stagione  | 21      | 2023              | inedita         |

## Ascolti
Il primo episodio della serie fu seguito da 4.730.000 telespettatori, con uno share del 15,8%.